# Landkreis Hannover
Landkreis Hannover var fram till den 1 november 2001 ett distrikt i den tyska delstaten Niedersachsen. Distriktet omfattade området runt Niedersachsens huvudstad Hannover. Distriktet omfattade följande städer och kommuner:
| - Barsinghausen - Burgdorf - Burgwedel - Garbsen - Gehrden | - Hemmingen - Isernhagen - Laatzen - Langenhagen - Lehrte | - Neustadt am Rübenberge - Pattensen - Ronnenberg - Seelze - Sehnde | - Springe - Uetze - Wedemark - Wennigsen - Wunstorf |

År 2001 gick Landkreis Hannover och staden Hannover samman till Region Hannover. 